# 昭苏天马机场
昭苏天马机场，是一个位于新疆维吾尔自治区伊犁哈萨克自治州昭苏县巴勒克苏的机场，西北距昭苏县城11千米，为4C级国内旅游支线机场，属高原机场（1739.4米）。

## 歷史
2019年3月，国家发展改革委就新建新疆昭苏机场工程可行性研究报告进行批复。2019年8月，昭苏民用机场定名“昭苏天马机场”。同年9月25日，机场开工建设。2021年9月10日，机场校飞成功。
2021年9月24日，中国南方航空公司在新疆昭苏县天马机场试飞成功。2022年1月28日首航。4月22日正式投入运营。機場投入營運後，彻底结束昭苏县处于伊犁交通“口袋底”的历史，形成了立体交通网络，建成了当地群众出行和特色农产品与疆内外的“空中桥梁”。

## 航點
2025年夏秋航季（3月30日至10月25日），开通运营航线4条，通航城市7个。
| 航空公司 | 目的地                      |
| -------- | --------------------------- |
| 成都航空 | 吐魯番、阿勒泰              |
| 华夏航空 | 库尔勒、塔城 、阿克蘇、库车 |
| 天津航空 | 烏魯木齊                    |